# Élias Bikerman
Élias Bikerman (7 juillet 1897 dans l'Empire russe - 31 août 1981 à Jérusalem) est un historien américain d'origine russe. Il était renommé pour son érudition de l'histoire gréco-romaine et de l'époque hellénistique. Il a aussi étudié le judaïsme et l'histoire de l'Iran,.

## Biographie
Élias Bikerman naît à Kishinev en Ukraine le 7 juillet 1897.
Pendant plusieurs années, il enseigne l'histoire de l'Antiquité à l'université Columbia aux États-Unis.
Il meurt à Jérusalem le 31 août 1985.

## Œuvres
- (de) (avec Johannes Sykutris) Speusipps Brief an König Philipp. Text, Übersetzung, Untersuchungen, Hirzel, Leipzig, 1928.
- (de) Chronologie, Teubner, Leipzig, 1933 
  - traduit en italien : La cronologia nel mondo antico, La nuova Italia, Florence, 1963
  - traduit en anglais : Chronology of the Ancient World, Thames & Hudson, Londres, 1968
  - traduit en russe (alphabet cyrillique) : Хронология древнего мира. Ближний Восток и античность, Наука, Moscou, 1975
- (de) Die Makkabäer. Eine Darstellung ihrer Geschichte von den Anfängen bis zum Untergang des Hasmonäerhauses, Schocken, Berlin, 1935
  - traduit en anglais : The Maccabees. An Account of their History from the Beginnings to the Fall of the House of the Hasmoneans, Schocken, New York, 1947
- (de) Der Gott der Makkabäer. Untersuchungen über Sinn und Ursprung der makkabäischen Erhebung, Schocken, Berlin, 1937
  - traduit en anglais : The God of the Maccabees. Studies on the Meaning and Origen of the Maccabean Revolt, Brill, Leiden, 1979.  (ISBN 90-04-05947-4)
- (fr) Institutions des Séleucides, Geuthner, Paris, 1938
  - traduit en russe (alphabet cyrillique) : Государство Селевкидов, Наука, Moscou, 1985
- (en) From Ezra to the Last of the Maccabees. Foundations of Post-biblical Judaism, Schocken, New York, 1962
- (en) Four Strange Books of the Bible. Jonah, Daniel, Koheleth, Ester, Schocken, New York, 1967 
  - traduit en italien : Quattro libri stravaganti della bibbia. Giona, Daniele, Kohelet, Ester, Patron, Bologne, 1979
- (en) Studies in Jewish and Christian History, 3 volumes, Brill, Leiden, 1976–1986.  (ISBN 90-04-04395-0)
- (en) Religions and Politics in the Hellenistic and Roman periods, New Press, Como, 1985
- (en) The Jews in the Greek Age, Harvard University Press, Cambridge, 1988.  (ISBN 0-674-47490-2)
  - traduit en russe (alphabet cyrillique) : Евреи в эпоху эллинизма, Мосты культуры, Moscou, 2000.  (ISBN 5-93273-024-2)